# Reiwa Shinsengumi
Reiwa Shinsengumi (れいわ新選組?) es un partido político populista de izquierda y progresista de Japón creado por el exactor y político Tarō Yamamoto el 1 de abril de 2019. Surgió tras la decisión del veterano político Ichirō Ozawa de unir al Partido Liberal con el Partido Democrático para el Pueblo. Yamamoto, quien militaba en el Partido Liberal, se opuso a esta decisión y decidió fundar un nuevo partido.

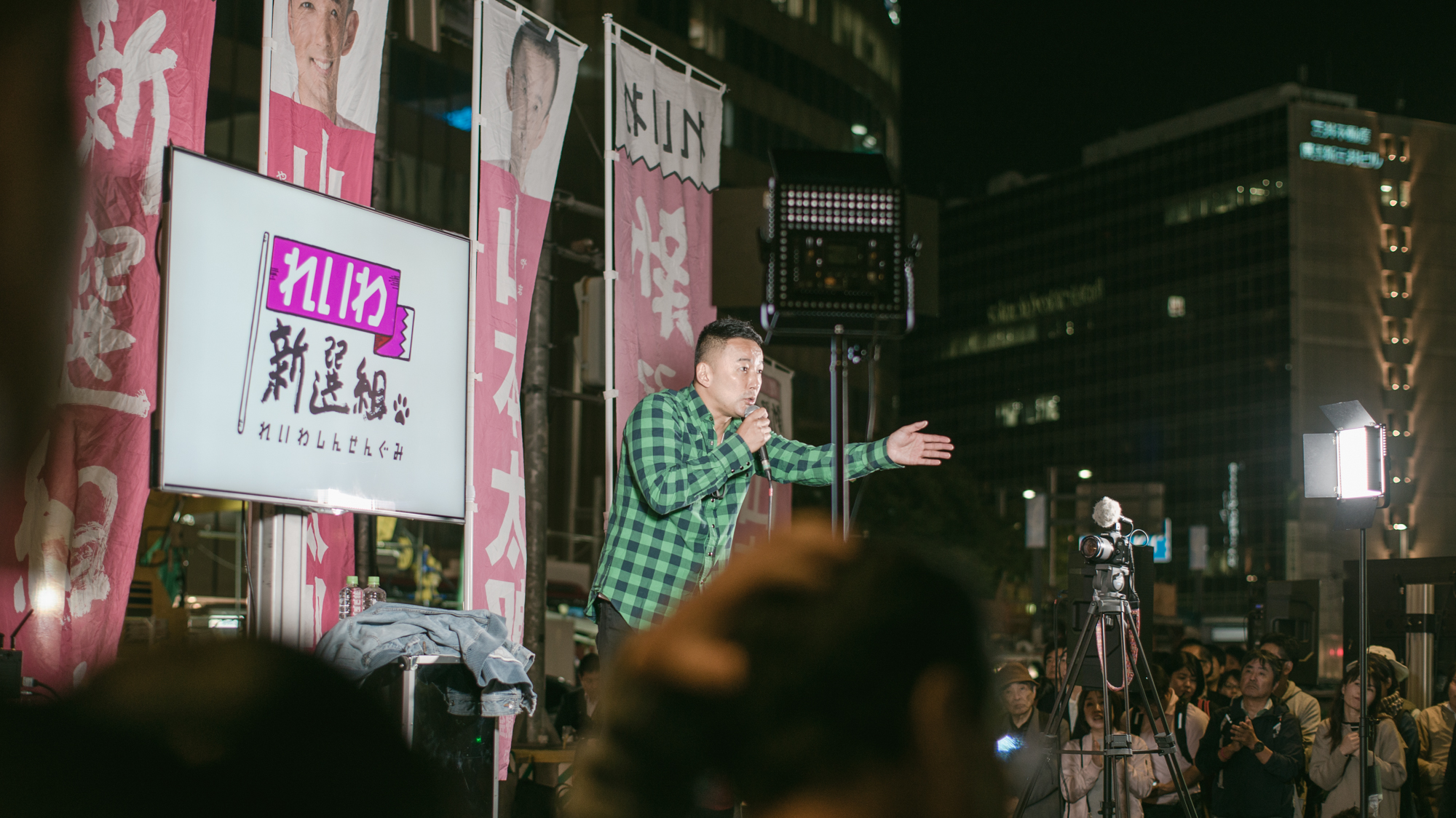
Tarō Yamamoto en un mitin de su partido

El partido es visto usualmente como antiausteridad, antisistema, anticapitalista, y anti energía nuclear aunque también apoya el bienestar animal, los derechos de las personas discapacitadas, y el intervencionismo económico.
En las elecciones de la Cámara de Consejeros del 21 de julio de 2019, el partido obtuvo más de 4% de los votos mínimos necesarios para poder ganar escaños, consiguiendo dos que fueron ganados por candidatos con discapacidades.

## Resultados electorales

### Cámara de Representantes
| Elecciones | Líder         | # de candidatos | # de escaños | ±- | # de votos     | % de votos | Gobierno  |
| ---------- | ------------- | --------------- | ------------ | -- | -------------- | ---------- | --------- |
| 2021       | Tarō Yamamoto | 21              | 3/465        |    | 2.215.648 (#7) | 3,86%      | Oposición |
| 2024       | Tarō Yamamoto | 35              | 9/465        | 6  | 3.805.060 (#6) | 6,98%      | Oposición |